# Venezuelanska självständighetskriget
Venezuelanska självständighetskriget (1811–1823) var ett av de spanskamerikanska självständighetskrigen under tidigt 1800-tal, då självständighetsrörelser i Latinamerika slogs mot Spanska imperiet, sedan Spanien drabbats hårt av Napoleonkrigen. Den 5 juli 1811, förklarade sju av tio provinser i Generalkaptenskapet Venezuela sin självständighet. Första republiken Venezuela existerade fram till 1812, efter jordbävningen i Caracas 1812 och slaget vid La Victoria (1812). Simón Bolívar ledde ett fälttåg för att återta Venezuela, vilket ledde till skapandet av Andra republiken Venezuela 1813; men inte heller den varade länge, och republiken föll efter lokala uppror samt spansk återerövring. Först vid Simon Bolívars fälttåg för Nya Granadas befrielse 1819-1820 säkrades Venezuelas självständighet från Spanien, ursprungligen som en del av Storcolombia).
Den 17 december 1819 i Angostura utropades Storcolombia som självständigt. Efter ytterligare två års krig, som dödade halva Venezuelas vita befolkning, blev Storcolombia officiellt självständigt från Spanien 1821 under Simón Bolívars ledarskap. Venezuela, samt det som senare blev Colombia, Panama och Ecuador, utgjorde då delar av Storcolombia fram till 1830, då Venezuela slutligen blev ett eget land.

## Utveckling
Det Venezolanska frihetskriget var kanske den hårdast utkämpade av alla självständighetskonflikterna i Sydamerika. Det venezolanska territoriet bytte händer flera gånger, blodiga slag utkämpades över hela landet och grymheter var vanliga på båda sidor. 
Den 19 april 1810 förnekade medlemmarna i kolonialrådet i Caracas den dåvarande generalguvernören Vicente Emparans överhöghet över generalkaptenskapet. De hävdade att de agerade i Ferdinand VII:s namn -- den avsatte kungen av Spanien -- i olydnad mot Joseph Bonaparte. En junta etablerades; denna tog initiativet att etablera liknande juntor i provinserna Cumaná, Isla Margarita (Nueva Esparta), Barinas, Barcelona, Trujillo och Mérida, och skickade diplomatiska delegationer till länder som tänktes stödja upproret: Förenade kungariket Storbritannien och Irland, Amerikas Förenta Stater och Nya Granada.
Venezuelas självständighetsförklaring undertecknades 7 juli 1811. Venezuela blev det första land i Latinamerika som förklarade sig självständigt, och det tredje i Amerika efter Amerikas Förenta Stater (1776) och Haiti (1804). Krigshandlingarna mot den spanska kolonialarmén påbörjades strax därefter.
Under de första åren av konflikten åtnjöt självständighetskämparna ett stort folkligt stöd på grund av de lägre klassernas hat mot aristokraternas dominans.
År 1819, under loppet av självständighetskriget, formades idén om Storcolombia, och förkunnades vid kongressen i Angostura. Storcolombia var en stat bestående av de forna spanska kolonierna generalkaptenskapet Venezuela och Vicekungadömet Nya Granada. Med denna kamps början, i själva inkörsporten till kontinenten, och befrielsearméns utplånande av den sista kungatrogna bastionen i Peru, blev de spanska territorierna omorganiserade till självständiga stater.
Efter slaget vid Carabobo den 24 juni 1821, som i praktiken gav Venezuela självständighet, och senare frigörelsen av Caracas, Cartagena de Indias, Popayán och Santa Marta, återupptogs arbetet på författningen i Cúcuta med ökad iver för att inkludera de nyligen frigjorda regionerna. Den 24 maj 1822 erhöll Quito sin självständighet efter slaget vid Pichincha och den 9 december 1824 erhöll Peru och Bolivia sin självständighet efter slaget vid Ayacucho. Peru och Bolivia blev aldrig del av Storkolombia men delar titeln Bolivarianska länderna tillsammans med Colombia, Ecuador och Venezuela.
Spanien erkände slutligen Venezuelas självständighet den 30 mars 1845 när Freds- och självständighetsfördraget mellan Venezuela och Spanien undertecknades av drottning Isabella II av Spaniens och venezolanske presidenten Carlos Soublettes respektive regeringar.